# Viveca Sten
Viveca Sten (ur. 1959 w Sztokholmie) – szwedzka pisarka, z zawodu prawnik. Znana jest głównie z serii powieści kryminalnych, w których główną postacią jest komisarz Thomas Andreasson.

## Życiorys
Viveca Sten urodziła się i wychowała w Sztokholmie. Po ukończeniu studiów prawniczych na Uniwersytecie Sztokholmskim pracowała w wyuczonym zawodzie w różnych instytucjach. Obecnie jest prawnikiem w PostNord (poczta szwedzko-duńska).
Jest autorką wielu publikacji i książek z zakresu prawa.
Od wczesnych lat dzieciństwa Viveca spędzała wakacje na wyspie Sandhamn w Archipelagu Sztokholmskim, w posiadłości rodzinnej z 1917. Akcja jej powieści kryminalnych rozgrywa się właśnie na wyspie Sandhamn.

## Powieści (Thomas Andreasson i Nora Linde)
- I de lugnaste vatten (2008), polskie wydanie Na spokojnych wodach, przekład Paulina Jankowska, Czarna Owca (2014)
- I den innersta kretsen (2009), polskie wydanie W zamkniętym kręgu, przekład Robert Kędzierski, Czarna Owca (2015)
- I grunden utan skuld (2010), polskie wydanie Właściwie bez winy, przekład Robert Kędzierski, Czarna Owca (2015)
- I natt är du död (2011), polskie wydanie Tej nocy umrzesz, przekład Anna Krochmal, Czarna Owca (2015)
- I stundens hetta (2012), polskie wydanie Gorączka chwili, przekład Anna Krochmal, Czarna Owca (2016)
- I farans riktning (2013), polskie wydanie W stronę grozy, przekład Anna Krochmal, Czarna Owca (2016)
- I maktens skugg (2014), polskie wydanie W cieniu władzy, przekład Wojciech Łygaś, Czarna Owca (2017)
- I sanninges namm (2015), polskie wydanie W imię prawdy, przekład Wojciech Łygaś, wyd. Czarna Owca (lipiec 2018) ISBN 978-83-8015-654-8

## Seriale telewizyjne na podstawie powieści
- Morderstwa w Sandhamn (Morden i Sandhamn) szwedzki serial (2010- )[1]
- Zbrodnia polski serial (2014- ) produkcji AXN
- Morderstwa w Åre (Åremorden) serial produkcji Netflix [2]